# Antonivka, Novîi Buh
Antonivka (în ucraineană Антонівка) este un sat în comuna Barativka din raionul Novîi Buh, regiunea Mîkolaiiv, Ucraina.

## Demografie
Componența lingvistică a localității Antonivka
     Ucraineană (95,75%)
     Rusă (4,25%)
Conform recensământului din 2001, majoritatea populației localității Antonivka era vorbitoare de ucraineană (95,75%), existând în minoritate și vorbitori de rusă (4,25%).